# 阿本斯河
阿本斯河（德語：Abens，發音：[ˈaːbn̩s] ⓘ）是德國巴伐利亚州的河流，屬於多瑙河的右支流，河道全長76公里，發源自弗赖辛，流經美因堡、埃尔森多夫 、锡根堡和阿本斯贝格。